# Guillaume-Auguste de Brunswick-Harbourg
Guillaume-Auguste de Brunswick-Lunebourg-Harbourg (15 mars 1564 à Harburg – 30 mars 1642 à Harbourg) est duc de Brunswick-Lunebourg-Harbourg.

## Biographie
Guillaume-Auguste est un fils de duc Othon II de Brunswick-Harbourg (1528-1603) de son second mariage avec Hedwige (1535-1616), la fille du comte Ennon II de Frise orientale.
Il est considéré comme extrêmement savant et, comme son père, est un adepte de la doctrine luthérienne. En 1575, il devient recteur de l'Université de Rostock. Plus tard, il continue ses études à l'Université de Leipzig. En 1582, il entreprend un Grand Tour en France et en Angleterre, puis s'inscrit avec ses frères à l'université de Helmstedt. En 1594, il part de nouveau dans un voyage qui l'amène à travers l'Allemagne, la Pologne, la Suisse, l'Italie, la Hollande, le Danemark et la Livonie. Guillaume-Auguste garde un journal de ses voyages.
Après la mort de son père, il prend le gouvernement de Harbourg, conjointement avec ses frères Christophe de Brunswick-Harbourg et Othon III de Brunswick-Harbourg. Après leur mort, il règne seul.
En 1618, il commence la construction du palais à Moisburg. Après la mort du duc Frédéric-Ulrich de Brunswick-Wolfenbüttel, il reçoit le Comté de Hoya en héritage. Il meurt célibataire et sans enfants. Son héritage est divisé par les ducs Frédéric IV de Brunswick-Lunebourg et Auguste II de Brunswick-Wolfenbüttel.